# Rząd Andrew Bonar Lawa

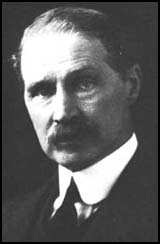
Andrew Bonar Law, premier, pierwszy lord skarbu, przewodniczący Izby Gmin

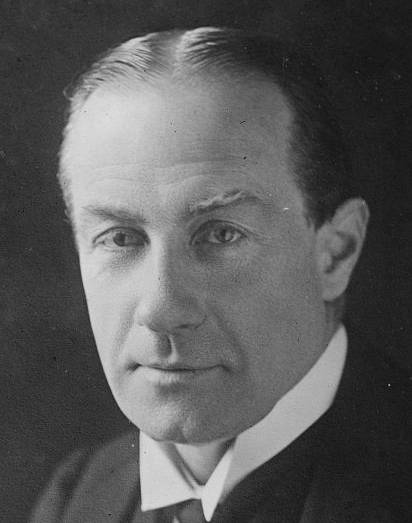
Stanley Baldwin, kanclerz skarbu

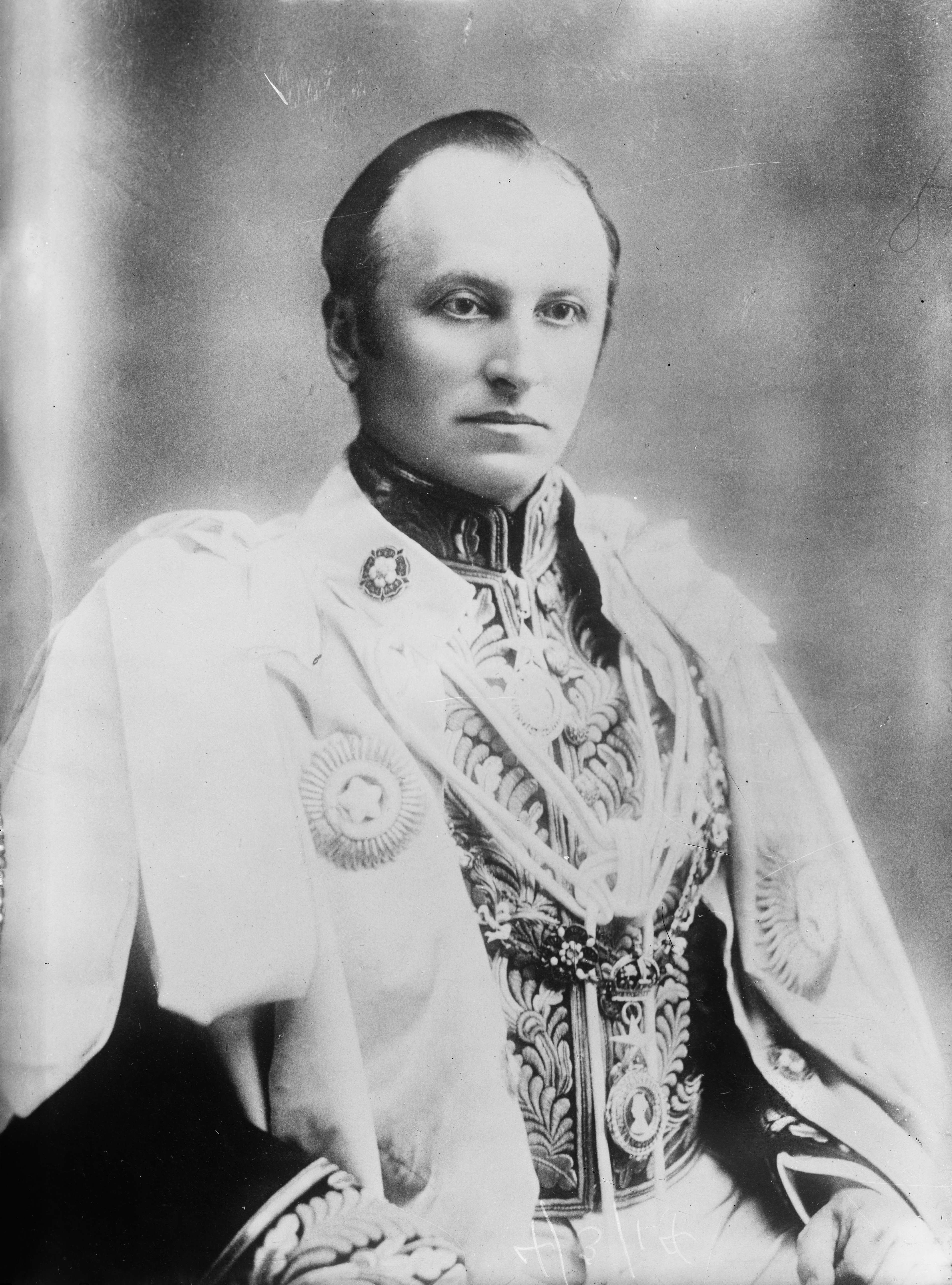
Markiz Curzon of Kedleston, minister spraw zagranicznych, przewodniczący Izby Lordów

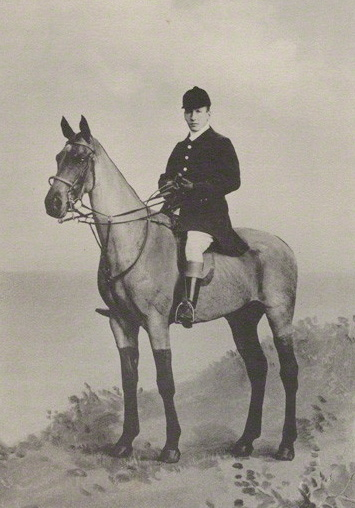
Robert Sanders, minister rolnictwa i rybołówstwa

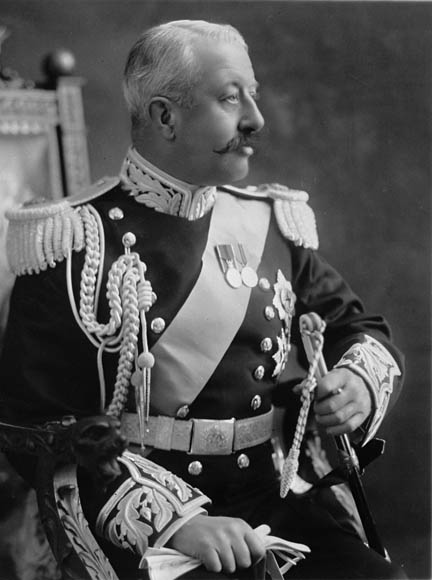
Książę Devonshire, minister ds. kolonii

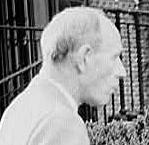
Edward Wood, przewodniczący Rady Edukacji

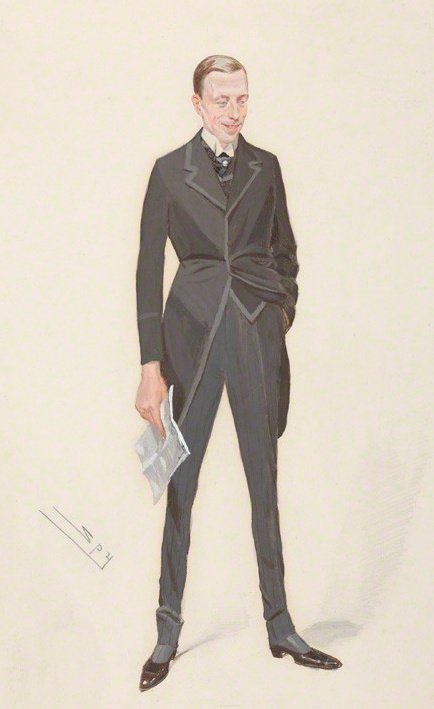
Hrabia Winterton, podsekretarz stanu w ministerstwie ds. Indii

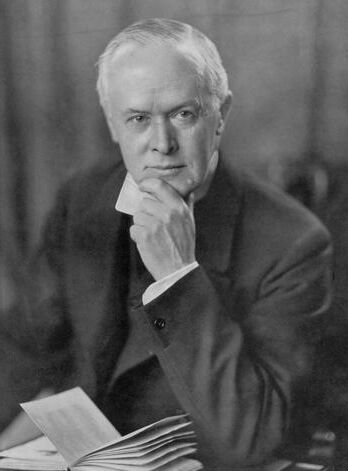
Wicehrabia Novar, minister ds. Szkocji

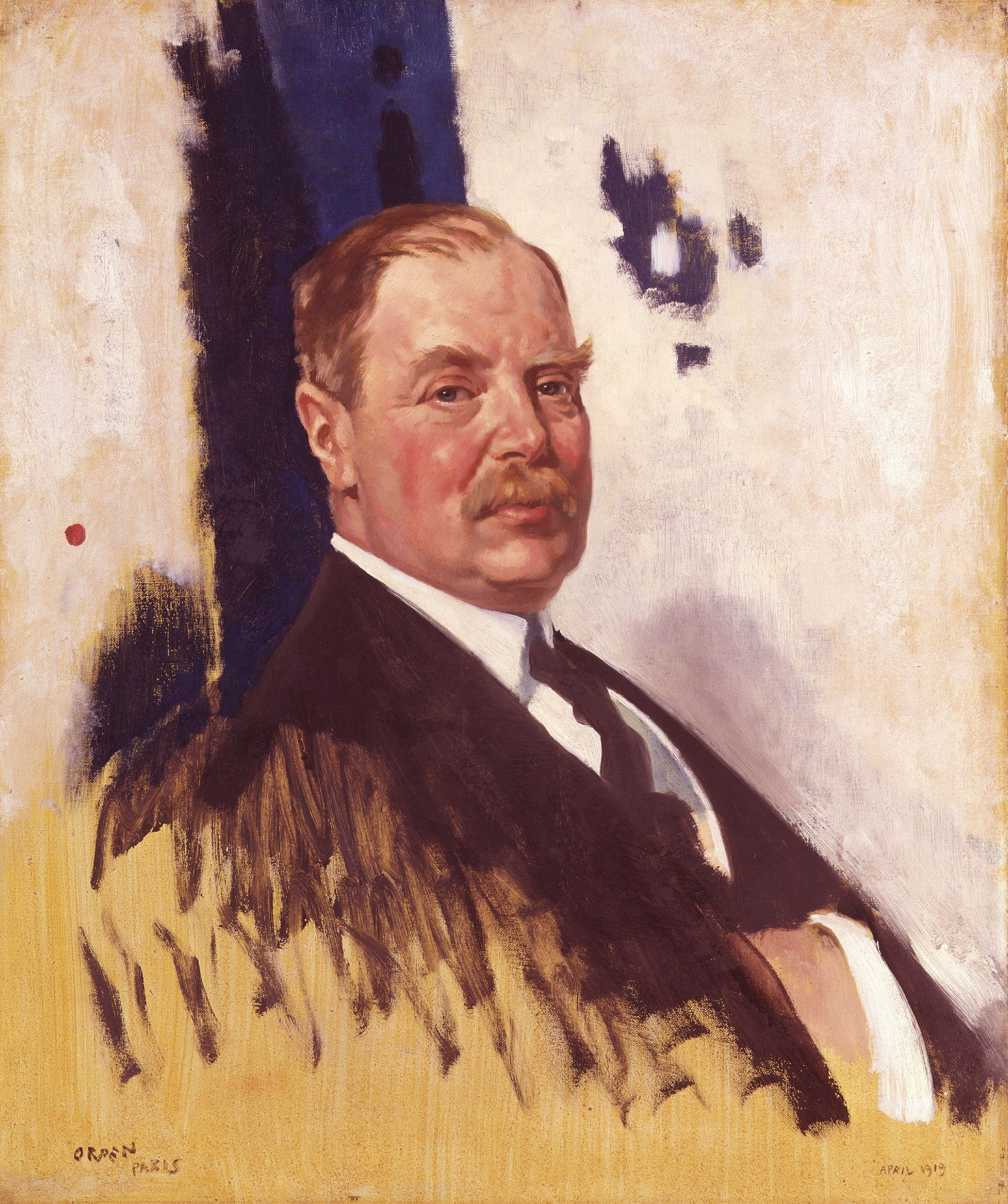
Hrabia Derby, minister wojny

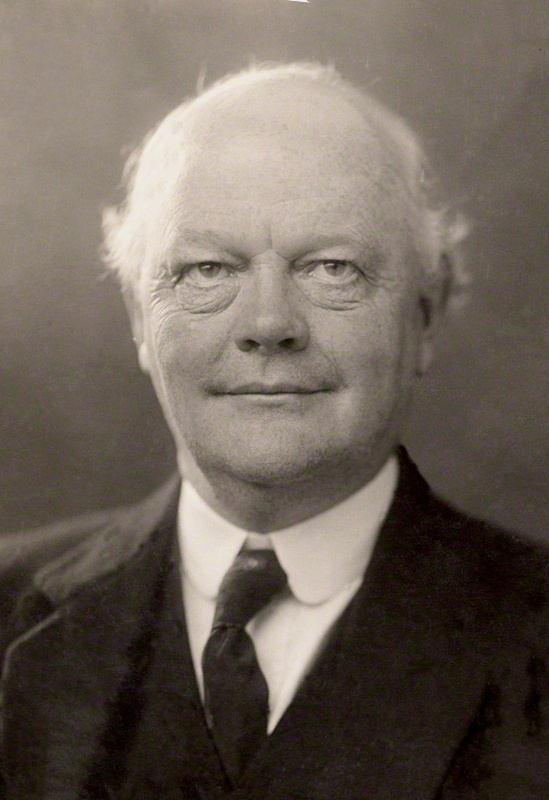
Douglas Hogg, prokurator generalny

Rząd Andrew Bonar Lawa – rząd Partii Konserwatywnej pod przewodnictwem Andrew Bonar Lawa powstał 23 października 1922 i przetrwał do rezygnacji premiera, czyli do 20 maja 1923.
Członków ścisłego gabinetu wyróżniono tłustym drukiem.

## Skład rządu
| Urząd                                                           | Imię i nazwisko | Kadencja       |
| --------------------------------------------------------------- | --- | -------------- |
| Premier Pierwszy lord skarbu Przewodniczący Izby Gmin           | Andrew Bonar Law | 1922–1923      |
|                                                                 | |                |
| Kanclerz skarbu                                                 | Stanley Baldwin | 1922–1923      |
| Finansowy sekretarz skarbu                                      | John Waller Hills Archibald Boyd-Carpenter | 1922–1923 1923 |
| Parlamentarny sekretarz skarbu                                  | Leslie Orme Wilson | 1922–1923      |
| Młodsi lordowie skarbu                                          | Douglas King Albert Buckley George Hennessy Frederick Thomson William Cope Patrick Ford | 1922–1923 1923 |
| Lord kanclerz                                                   | George Cave | 1922–1923      |
| Lord przewodniczący Rady                                        | James Gascoyne-Cecil, 4. markiz Salisbury | 1922–1923      |
| Minister spraw zagranicznych Przewodniczący Izby Lordów         | George Curzon, 1. markiz Curzon of Kedleston | 1922–1923      |
| Podsekretarz stanu w ministerstwie spraw zagranicznych          | Ronald McNeill | 1922–1923      |
| Minister spraw wewnętrznych                                     | William Bridgeman | 1922–1923      |
| Podsekretarz stanu w ministerstwie spraw wewnętrznych           | George Frederick Stanley Godfrey Locker-Lampson | 1922–1923 1923 |
| Pierwszy lord Admiralicji                                       | Leo Amery | 1922–1923      |
| Parlamentarny i finansowy sekretarz przy Admiralicji            | Bolton Eyres-Monsell | 1922–1923      |
| Cywilny lord Admiralicji                                        | Victor Hope, 2. markiz Linlithgow | 1922–1923      |
| Minister rolnictwa i rybołówstwa                                | Robert Sanders | 1922–1923      |
| Parlamentarny sekretarz w ministerstwie rolnictwa i rybołówstwa | Gilbert Heathcote-Drummond-Willoughby | 1922–1923      |
| Minister lotnictwa                                              | Samuel Hoare | 1922–1923      |
| Podsekretarz stanu w ministerstwie lotnictwa                    | George Sutherland-Leveson-Gower | 1922–1923      |
| Minister ds. kolonii                                            | Victor Cavendish, 9. książę Devonshire | 1922–1923      |
| Podsekretarz stanu w ministerstwie ds. kolonii                  | William Ormsby-Gore | 1922–1923      |
| Przewodniczący Rady Edukacji                                    | Edward Wood | 1922–1923      |
| Parlamentarny sekretarz przy Radzie Edukacji                    | lord Eustace Percy | 1922–1923      |
| Minister zdrowia                                                | Arthur Griffith-Boscawen Neville Chamberlain | 1922–1923 1923 |
| Parlamentarny sekretarz w ministerstwie zdrowia                 | Richard Onslow, 5. hrabia Onslow | 1922–1923      |
| Minister ds. Indii                                              | William Peel, 2. wicehrabia Peel | 1922–1923      |
| Podsekretarz stanu w ministerstwie ds. Indii                    | Edward Turnour, 6. hrabia Winterton | 1922–1923      |
| Minister pracy                                                  | Anderson Montague-Barlow | 1922–1923      |
| Parlamentarny sekretarz w ministerstwie pracy                   | Archibald Boyd-Carpenter Henry Betterton | 1922–1923 1923 |
| Kanclerz Księstwa Lancaster                                     | James Gascoyne-Cecil, 4. markiz Salisbury | 1922–1923      |
| Paymaster-General                                               | Neville Chamberlain William Joynson-Hicks | 1923           |
| Minister emerytur                                               | George Tryon | 1922–1923      |
| Parlamentarny sekretarz w ministerstwie emerytur                | Charles Curtis Craig | 1922–1923      |
| Poczmistrz generalny                                            | Neville Chamberlain William Joynson-Hicks | 1922–1923 1923 |
| Minister ds. Szkocji                                            | Ronald Munro-Ferguson, 1. wicehrabia Novar | 1922–1923      |
| Parlamentarny sekretarz w ministerstwie ds. Szkocji             | James Kidd Walter Elliot | 1922–1923 1923 |
| Przewodniczący Zarządu Handlu                                   | Philip Lloyd-Greame | 1922–1923      |
| Parlamentarny sekretarz przy Zarządzie Handlu                   | Roundell Palmer, wicehrabia Wolmer | 1922–1923      |
| Sekretarz handlu zamorskiego                                    | William Joynson-Hicks Albert Buckley | 1922–1923 1923 |
| Sekretarz ds. kopalń                                            | George Lane-Fox | 1922–1923      |
| Minister transportu                                             | John Baird | 1922–1923      |
| Parlamentarny sekretarz w ministerstwie transportu              | Wilfrid Ashley | 1922–1923      |
| Minister wojny                                                  | Edward Stanley, 17. hrabia Derby | 1922–1923      |
| Podsekretarz stanu w ministerstwie wojny                        | Walter Guinness | 1922–1923      |
| Finansowy sekretarz w ministerstwie wojny                       | Stanley Jackson Rupert Gwynne | 1922–1923 1923 |
| Pierwszy komisarz ds. prac publicznych                          | John Baird | 1922–1923      |
| Prokurator generalny                                            | Douglas Hogg | 1922–1923      |
| Radca generalny Anglii i Walii                                  | Thomas Inskip | 1922–1923      |
| Lord adwokat                                                    | William Watson | 1922–1923      |
| Radca generalny Szkocji                                         | David Fleming Frederick Thomson | 1922–1923 1923 |
| Lord steward                                                    | Anthony Ashley-Cooper, 9. hrabia Shaftesbury | 1922–1923      |
| Lord szambelan                                                  | Rowland Baring, 2. hrabia Cromer | 1922–1923      |
| Wiceszambelan Dworu Królewskiego                                | Douglas Hacking | 1922–1923      |
| Skarbnik Dworu Królewskiego                                     | George Gibbs | 1922–1923      |
| Kontroler Dworu Królewskiego                                    | Harry Barnston | 1922–1923      |
| Koniuszy królewski                                              | Thomas Thynne, 5. markiz Bath | 1922–1923      |
| Kapitan Gentelmen-at-Arms                                       | George Villiers, 6. hrabia Clarendon | 1922–1923      |
| Kapitan Ochotników Gwardii                                      | Hylton Jolliffe, 3. baron Hylton | 1922–1923      |
| Lord-in-waiting                                                 | Arthur Annesley, 11. wicehrabia Valentia Savile Crossley, 1. baron Somerleyton Orlando Bridgeman, 5. hrabia Bradford George Bingham, 5. hrabia Lucan James Harris, 5. hrabia Malmesbury Arnold Keppel, 8. hrabia Albemarle | 1922–1923      |